# Línea 5 (Dbus)
La línea 5 de Dbus es una línea de autobús que conecta el centro de San Sebastián con el corazón del barrio del Antiguo. Se trata de la 3ª línea más utilizada de la red. Originalmente solo existía el recorrido por las calles Matía y Zarautz (salvo la parada Zarautz 122, que se realizaba en Tolosa 138). Algunos servicios también se prolongaban a Zuatzu, aunque solo hasta la primera parada.
Con la renovación de la plaza Ibaeta, se desvió el recorrido continuando por la calle Zarautz, parando frente al portal 122.
También se desviaron los primeros servicios de la mañana por las avenidas Zumalakarregi y Tolosa para que llegasen a la universidad y a Zuatzu más rápidamente, ya que las paradas de las calles Matía y Zarautz suelen usarse para bajar y no montar en el bus.
Así mismo, se amplió el servicio en Zuatzu, prolongándolo hasta el fondo de la zona.